# Nippononeta cheunghensis
Nippononeta cheunghensis är en spindelart som först beskrevs av Paik 1978.  Nippononeta cheunghensis ingår i släktet Nippononeta och familjen täckvävarspindlar. Inga underarter finns listade i Catalogue of Life.